# Rachel Homan
Pour les articles homonymes, voir Homan.
Rachel Homan est une curleuse canadienne née le 5 avril 1989 à Ottawa, au Canada.

## Biographie

### Jeunesse et études
Rachel Homan a commencé à jouer au curling à l’âge de 5 ans et à concourir à 12 ans.
Elle poursuit des études en éducation à l’Université de l’Alberta. Elle a obtenu un baccalauréat en sciences de l’Université d’Ottawa.

### Carrière sportive
La capitaine Rachel Homan a mené son équipe basée à Ottawa et composée d’Emma Miskew (troisième), de Joanne Courtney (deuxième) et de Lisa Weagle (première) vers la médaille d’or au Championnat du monde féminin de curling 2017. C’était le premier titre mondial du Canada en curling féminin depuis 2008, ce qui a mis fin à la plus longue disette du pays. Le quatuor est également devenu la première équipe invaincue aux Championnats du monde féminins en 39 ans d’existence de l’événement grâce à une fiche parfaite de 13‑0. C’était la troisième participation de Rachel aux Championnats du monde; elle avait remporté le bronze en 2013 et l’argent en 2014.
Le curling fait partie de la vie de Rachel depuis plus de trois décennies. Son arrière grand-père et son grand-père ont tous deux joué au curling sur les bases aériennes à travers le monde en servant en tant que pilote et navigateur, respectivement, au sein de l’Aviation royale canadienne. Ses parents et son frère aîné ont également joué au curling. À 17 ans, elle a gagné la médaille d’or aux Jeux du Canada d'hiver de 2007. Trois ans plus tard, elle était médaillée d’argent des Championnats du monde juniors de curling 2010. Elle a réalisé cet exploit après que son équipe est devenue la première à gagner le titre national junior avec une fiche parfaite de 13‑0. Rachel a été médaillée de bronze au tournoi Roar of the Rings 2013, qui déterminait les équipes canadiennes de curling pour Sotchi 2014.
Rachel Homan et Emma Miskew jouent ensemble depuis l’âge de 11 ans. Lisa Weagle s’est jointe à l’équipe lors de la saison 2010‑2011 et Joanne Courtney, en 2014‑2015. En 2017, Rachel et John Morris ont uni leurs forces pour prendre part aux Championnats canadiens de curling en double mixte, où ils ont terminé 2es derrière Joanne Courtney et Reid Carruthers. 
Elle participe aux Jeux olympiques d'hiver de 2018 en Corée du Sud, terminant sixième du tournoi féminin.
Elle participe aux Jeux olympiques d'hiver de 2022 à Pékin, terminant cinquième du tournoi mixte avec John Morris.
En mars 2025, Rachel Homan arrive égalité au troisième rang du Championnat mondial de curling féminin LGT. Elle perd contre la Corée du Sud à l'aréna Uijeongbu.